# Avelino González Mallada
Avelino González Mallada (Gijón, 7 d'agost de 1894 – Woodstock, Virgínia, 27 de març de 1938) fou un anarcosindicalista asturià. Restà orfe als sis anys, als onze començà a treballar a la fàbrica Laviada i als 14 contactà per primer cop amb el moviment anarquista. De formació autodidacta, el 1911 va militar a la CNT i el 1914 fou acomiadat de la feina, raó per la qual va marxar a París de 1915 a 1919. En tornar es trobà que figurava a la llista negra dels patrons de Gijón, raó per la qual es va traslladar a La Felguera i s'encarregà d'una escola racionalista a Frieres. El 1922 tornà a Gijón, on dirigí el diari Vida Obrera i va treure el títol de pèrit mercantil.
Entre setembre de 1925 i juny de 1926 fou Secretari General de la CNT, substituït per Segundo Blanco, a qui havia acompanyat al Congrés de la CGT Portugal un any abans. Aleshores va fer de mestre a les mines i a l'Escola neutra de Gijón amb el pedagog Eleuterio Quintanilla Prieto. Amb la proclamació de la Segona República Espanyola fou encarregat de la direcció de Solidaridad Obrera i de CNT fins a 1933 i del Comitè regional de CNT a Madrid. També fou membre de la FAI i de la lògia Jovellanos de la maçoneria.
El 1934 fou un dels dirigents que es mostrà partidari de la participació de la CNT en l'Aliança Obrera, i el 1935 fou encarregat de reorganitzar el Comitè Regional de la CNT a Astúries.
En produir-se el cop d'estat del 18 de juliol de 1936 fou un dels organitzadors del Comitè Provincial del Front Popular d'Astúries i de la Comissió de Defensa de Gijón i representà la CNT en el Comissaria de Guerra. El 15 d'octubre de 1936 fou nomenat alcalde de Gijón i durant el seu mandat va enderrocar el mercat de Jovellanos i l'Hospital de Caritat.
Quan les tropes franquistes entraren a Gijón l'octubre de 1937 va fugir a Barcelona, on va romandre fins a febrer de 1938, quan fou nomenat delegat especial del Consell General de Solidaritat Internacional Antifeixista i es va traslladar als Estats Units a recaptar ajuda per a la causa republicana. Després de ser rebut per l'ambaixador republicà Fernando de los Ríos Urruti a Washington DC i organitzar diversos mítings a Nova York va morir en un accident de cotxe el 27 de març de 1938 quan es traslladava a Califòrnia a fer diversos actes de propaganda a favor de la Segona República Espanyola.